# 好きで、好きで、好きで。/あなただけが
『好きで、好きで、好きで。／あなただけが』（すきで、すきで、すきで。／あなただけが）は、2010年9月22日に発売の倖田來未の48枚目のシングル。
　　

## 解説
両A面シングル。
両A面のうち「好きで、好きで、好きで。」は、
一途に人を愛する、純粋な「好き」という気持ちをストレートに歌い上げたピアノを基調に、ストリングスがドラマチックに盛り立てる王道のバラードで、
一方の「あなただけが」は、
アーバンR＆B寄りの上質な仕上がりのアダルティーなバラード。ドラマ同様、“年上の女性と年下の男性の不倫” をテーマとして制作し、「すれ違いばかりで切ない恋を表現できればいい」
と綴っている。
カップリング曲の「walk 〜to the future〜」は、1stアルバム『affection』のラストを飾る曲「walk」を「〜to the future〜」として新たにアレンジ、ボーカルをレコーディングし直したもので、新たにビデオクリップも製作されている。
DVDには、3曲のビデオクリップをそれぞれ収録。3曲でひとつのストーリーを作り上げている。
初回限定封入特典として、10/6発売のUNIVERSE LIVE DVDとの連動企画で、ビルボードライブで行ったライブの応募券が封入された。また、縁結びお守りがついた特別版のリリースもされた。

## 収録曲

### CD
- 全作詞：Kumi Koda

1. 好きで、好きで、好きで。 [4:58]
作曲：Katsuhiko Sugiyama
編曲：Shinjiro Inoue
2. あなただけが [5:09]
作曲：MARKIE、SiZK (from ★STAR GUiTAR)
編曲：SiZK
3. walk 〜to the future〜 [5:37]
作曲：Kazuhito Kikuchi
編曲：Hiro Yamaguchi
1stアルバム『affection』収録曲のリテイク

### DVD
1. 好きで、好きで、好きで。(Music Video)
2. あなただけが (Music Video)
3. walk 〜to the future〜 (Music Video)
4. Making Video
ボーナス映像。

## タイアップ
- Kracie「いち髪」TV-CFソング (#1)
- music.jpTV-CFソング (#1)
- AbemaTV配信連続ドラマ『奪い愛、夏』挿入歌 (#1)
- NHK総合 ドラマ10『セカンドバージン』主題歌 (#2)

## 楽曲の収録アルバム
- 好きで、好きで、好きで。
  - 『Dejavu』
  - 『WINTER of LOVE』
  - 『MY NAME IS...』(ファンクラブ限定盤)
  - 『BEST 〜2000-2020〜』
- あなただけが
  - 『Dejavu』
  - 『WINTER of LOVE』
  - 『BEST 〜2000-2020〜』(ファンクラブ限定盤)
- walk 〜to the future〜
  - 『affection』(オリジナル音源)
  - 『BEST 〜BOUNCE & LOVERS〜』(オリジナル音源)
  - 『Dejavu』(ビデオクリップのみ)

## 収録ライブ映像
- 好きで、好きで、好きで。
  - 『KODA KUMI 10th Anniversary 〜FANTASIA〜 in TOKYO DOME』
  - 『KODA KUMI "ETERNITY〜Love & Songs〜"at Billboard Live』
  - 『KODA KUMI LIVE TOUR 2011 〜Dejavu〜』
  - 『KODA KUMI Premium Night 〜Love & Songs〜』(メドレー)
  - 『Koda Kumi 15th Anniversary First Class 2nd LIMITED LIVE at STUDIO COAST』(WALK OF MY LIFE、ファンクラブ限定盤)
  - 『KODA KUMI 20th ANNIVERSARY TOUR 2020 MY NAME IS...』(Bonus Footage、ファンクラブ限定盤)
- あなただけが
  - 『KODA KUMI 10th Anniversary 〜FANTASIA〜 in TOKYO DOME』(メドレー)
    - 『MY NAME IS...』(ファンクラブ限定盤)

  - 『KODA KUMI LIVE TOUR 2011 〜Dejavu〜』
  - 『KODA KUMI Premium Night 〜Love & Songs〜』(メドレー)
  - 『Koda Kumi Hall Tour 2014 〜Bon Voyage〜』(メドレー)
- walk 〜to the future〜
※以下のコンサートツアーより、本リアレンジバージョンをメインに披露されているが、サブタイトルの「to the future」が外されている（『Best Single Collection』は除く）。オリジナル音源については、
  - 『KODA KUMI LIVE TOUR 2010 〜UNIVERSE〜』
  - 『Dejavu』(Dejavu)
  - 『KODA KUMI 10th Anniversary 〜FANTASIA〜 in TOKYO DOME』
  - 『KODA KUMI LIVE TOUR 2011 〜Dejavu〜』
  - 『KODA KUMI LIVE TOUR 2013 〜JAPONESQUE〜』
  - 『Koda Kumi Hall Tour 2014 〜Bon Voyage〜』
  - 『Koda Kumi 15th Anniversary Live Tour 2015 〜WALK OF MY LIFE〜』
  - 『KODA KUMI 15th Anniversary LIVE The Artist』
  - 『KODA KUMI LIVE TOUR 2016 〜Best Single Collection〜』
  - 『KODA KUMI LIVE TOUR 2017 〜W FACE〜』
  - 『KODA KUMI LIVE TOUR 2018 -DNA-』
  - 『KODA KUMI LIVE TOUR 2019 re(LIVE) 〜JAPONESQUE〜』
    - 『KODA KUMI LIVE TOUR 2019 re(LIVE) -Black Cherry- & -JAPONESQUE-』(ファンクラブ限定盤)

  - 『MY NAME IS...』(ファンクラブ限定盤)
  - 『KODA KUMI 20th ANNIVERSARY TOUR 2020 MY NAME IS...』

## カバー
好きで、好きで、好きで。
- 米倉利紀 - カバーアルバム『うたびと』（2015年8月26日）に収録[2]